# آندره‌آ پینامونتی
آندره‌آ پینامونتی (انگلیسی: Andrea Pinamonti؛ زادهٔ ۱۹ مهٔ ۱۹۹۹) بازیکن فوتبال اهل ایتالیا است که برای باشگاه فوتبال جنوا در پست مهاجم بازی می‌کند.

## ویژگی فنی
او از نظر جسمی یک مهاجم مرکزی قوی است، هم در پاها و هم در بازی هوایی مهارت دارد. او اظهار داشت که از زلاتان ابراهیموویچ و مائورو ایکاردی الهام گرفته‌است.

## آمار باشگاهی
| باشگاه            | فصل               | لیگ               | لیگ  | لیگ | جام حذفی | جام حذفی | قاره‌ای | قاره‌ای | دیگر | دیگر | مجموع | مجموع |
| باشگاه            | فصل               | دسته              | بازی | گل  | بازی     | گل       | بازی   | گل     | بازی | گل   | بازی  | گل    |
| ----------------- | ----------------- | ----------------- | ---- | --- | -------- | -------- | ------ | ------ | ---- | ---- | ----- | ----- |
| اینترمیلان        | ۲۰۱۶–۱۷           | سری آ             | ۲    | ۰   | ۰        | ۰        | ۱      | ۰      | -    | -    | ۳     | ۰     |
| اینترمیلان        | ۲۰۱۷–۱۸           | سری آ             | ۱    | ۰   | ۱        | ۰        | _      | _      | _    | _    | ۲     | ۰     |
| اینترمیلان        | ۲۰۲۰–۲۱           | سری آ             | ۸    | ۱   | ۱        | ۰        | ۱      | ۰      | -    | -    | ۱۰    | ۱     |
| مجموع اینتر میلان | مجموع اینتر میلان | مجموع اینتر میلان | ۱۱   | ۱   | ۲        | ۰        | ۲      | ۰      | -    | -    | ۱۵    | ۱     |
| فروزینونه (قرضی)  | ۲۰۱۸–۱۹           | سری آ             | ۲۷   | ۵   | ۰        | ۰        | _      | _      | _    | _    | ۲۷    | ۵     |
| مجموع فروزینونه   | مجموع فروزینونه   | مجموع فروزینونه   | ۲۷   | ۵   | ۰        | ۰        | _      | _      | _    | _    | ۲۷    | ۵     |
| جنوا (قرضی)       | ۲۰۱۹–۲۰           | سری آ             | ۳۲   | ۵   | ۲        | ۲        | _      | _      | _    | _    | ۳۴    | ۷     |
| مجموع جنوا        | مجموع جنوا        | مجموع جنوا        | ۳۲   | ۵   | ۲        | ۲        | _      | _      | _    | _    | ۳۴    | ۷     |
| امپولی (قرضی)     | ۲۰۲۱–۲۲           | سری آ             | ۳۶   | ۱۳  | ۱        | ۰        | _      | _      | _    | _    | ۳۷    | ۱۷    |
| مجموع امپولی      | مجموع امپولی      | مجموع امپولی      | ۳۶   | ۱۳  | ۱        | ۰        | _      | _      | _    | _    | ۳۷    | ۱۳    |
| ساسولو (قرضی)     | ۲۰۲۲–۲۳           | سری آ             | ۱۵   | ۳   | ۰        | ۰        | _      | _      | _    | _    | ۱۵    | ۳     |
| مجموع امپولی      | مجموع امپولی      | مجموع امپولی      | ۱۵   | ۳   | ۰        | ۰        | _      | _      | _    | _    | ۱۵    | ۳     |
| مجموع آمار        | مجموع آمار        | مجموع آمار        | ۰    | ۰   | ۰        | ۰        | ۰      | ۰      | ۰    | ۰    | ۰     | ۰     |

+= قسمت دیگر شامل جام اتحادیه، سوپر جام داخلی و اروپا و جام باشگاه‌های جهان است

## افتخارات
اینترمیلان
- سری آ(۱): ۲۱–۲۰۲۰

## عملکرد ملی
پینامونتی در تیم‌های ملی زیر ۱۵ سال ایتالیا، زیر ۱۶ سال ایتالیا، زیر ۱۷ سال ایتالیا، زیر ۱۹ سال ایتالیا، زیر ۲۰ سال ایتالیا، زیر ۲۱ سال ایتالیا بازی کرده‌است.